# Dario Dester
Dario Dester (* 22. Juli 2000 in Gavardo) ist ein italienischer Leichtathlet, der sich auf die Mehrkämpfe spezialisiert hat.

## Leben
Dario Dester wuchs in Casalbuttano ed Uniti in der Provinz Cremona auf. Zunächst betrieb er die Sportarten Volleyball und Basketball, bevor er zur Leichtathletik wechselte. Zunächst fing er mit dem Speerwurf an und fokussierte sich anschließend auf die Mehrkämpfe. Dester studiert seit dem Schulabschluss Rechtswissenschaften in Brescia. Er spielt das Euphonium in einem Orchester und interessiert sich für Kunstgeschichte.

## Sportliche Laufbahn

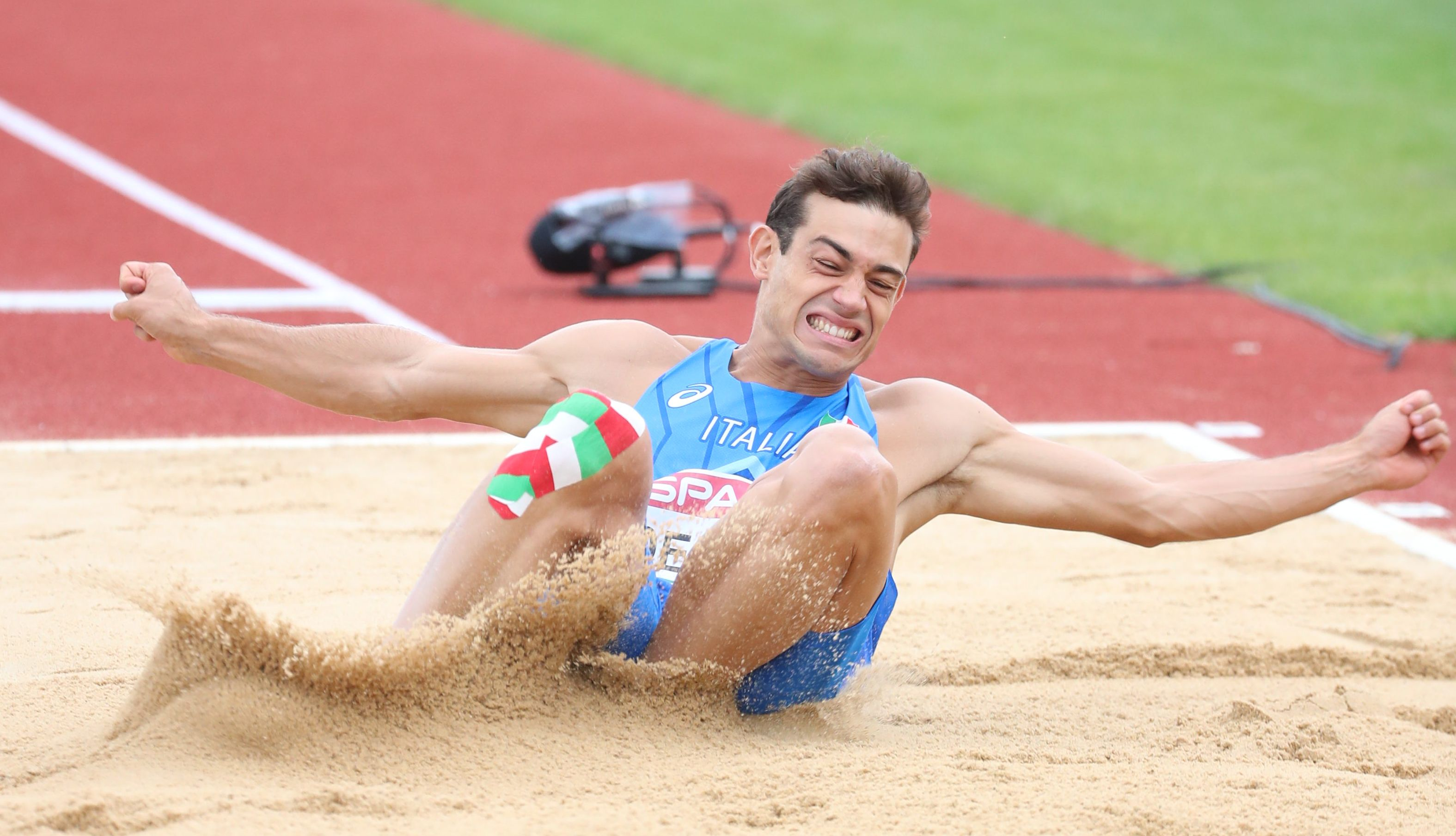
Dester bei den European Championships 2022 in München

Dester startete erstmals 2016 in Zehnkämpfen mit der nationalen Konkurrenz, wobei er mit der Punktzahl von 5323 seine Bestmarke setzte. Ein Jahr darauf trat er im Zehnkampf bei den Italienischen U18-Meisterschaften an, den er mit 6367 Punkten als Zweiter beendete. 2018 gewann er die Bronzemedaille im Siebenkampf bei den Italienischen U20-Hallenmeisterschaften und anschließend im Sommer, in der gleichen Altersklasse, die Silbermedaille im Zehnkampf, wobei er erstmals die Marke von 7000 Punkten übertraf. 2019 siegte Dester bei den U20-Hallenmeisterschaften Italiens, wobei er mit 5489 Punkten einen neuen italienische Juniorenrekord aufstellte. Dies gelang ihm schließlich im Juli mit 7589 Punkten auch im Zehnkampf bei den U20-Europameisterschaften im schwedischen Borås. 2020 wurde Dester Italienischer U23-Hallenmeister und siegte anschließend Ende August erstmals im Zehnkampf bei den Italienischen Meisterschaften der Erwachsenen. Dabei blieb er drei Punkte hinter seiner Bestleistung von Anfang August mit 7655 Punkten zurück. 2021 siegte er mit Nationalrekord von 6076 Punkten im Siebenkampf bei den Italienischen Hallenmeisterschaften. Einen Monat später trat er dann bei den Halleneuropameisterschaften in Toruń bei seinen ersten internationalen Meisterschaften im Erwachsenenbereich an und belegte dabei mit 5835 Punkten den siebten Platz. Anfang Juli belegte er mit neuer Bestleistung den vierten Platz im Zehnkampf bei den U23-Europameisterschaften in Tallinn. 2022 wurde er zum zweiten Mal in Folge italienischer Hallenmeister im Siebenkampf. Im März trat er bei den Hallenweltmeisterschaften in Belgrad an. Dort blieb er hinter seiner Vorleistung aus der Hallensaison zurück und belegte am Ende den zehnten Platz. Im August trat er bei den Europameisterschaften in München an. Dort konnte er in den drei Wurfdisziplinen jeweils neue Teilbestleistungen erzielen und stellte schließlich mit 8218 Punkten einen neuen Nationalrekord Italiens auf, der ihm nach den zwei Wettkampftagen den sechsten Platz einbrachte.

## Wichtige Wettbewerbe
| Jahr                | Veranstaltung               | Ort                 | Platz               | Disziplin           | Punktzahl / Weite   |
| Startet für Italien | Startet für Italien         | Startet für Italien | Startet für Italien | Startet für Italien | Startet für Italien |
| ------------------- | --------------------------- | ------------------- | ------------------- | ------------------- | ------------------- |
| 2019                | U20-Europameisterschaften   | Borås               | 5.                  | Zehnkampf           | 7589 Punkte         |
| 2021                | Halleneuropameisterschaften | Toruń               | 7.                  | Siebenkampf         | 5835 Punkte         |
| 2021                | U23-Europameisterschaften   | Tallinn             | 4.                  | Zehnkampf           | 7936 Punkte         |
| 2022                | Hallenweltmeisterschaften   | Belgrad             | 10.                 | Siebenkampf         | 5929 Punkte         |
| 2022                | Europameisterschaften       | München             | 6.                  | Zehnkampf           | 8218 Punkte         |

## Persönliche Bestleistungen
Freiluft
- 100 Meter: 10,76 s, 20. April 2022, Grosseto
- Weitsprung: 7,61 m, 12. Juni 2021, Arona
- Kugelstoßen: 14,56 m, 15. August 2022, München
- Hochsprung: 2,07 m, 27. April 2019, Saronno
- 400 m: 47,70 s, 4. Juni 2022, Arona
- 110 m Hürden: 14,11 s, 25. April 2022, Modena
- Diskuswurf: 43,04 m, 16. August 2022, München
- Stabhochsprung: 4,95 m, 29. Mai 2021, Saronno
- Speerwurf: 57,24 m, 16. August 2022, München
- 1500 m: 4:28,64 min, 1. Mai 2022, Grosseto
- Zehnkampf: 8218 Punkte, 16. August 2022, München, (italienischer Rekord)

Halle
- 60 m: 6,96 s, 26. Februar 2022, Ancona
- Weitsprung: 7,68 m, 8. Februar 2020, Ancona
- Kugelstoßen: 14,25 m, 6. März 2021, Toruń
- Hochsprung: 2,01 m, 12. Januar 2019, Bergamo
- 60 m Hürden: 8,04 s, 27. Februar 2022, Ancona
- Stabhochsprung: 5,00 m, 21. Februar 2021, Ancona
- 1000 m: 2:42,71 min, 2. Februar 2020, Padua
- Siebenkampf: 6076 Punkte, 21. Februar 2021, Ancona, (italienischer Rekord)